# Acalolepta degener
Acalolepta degener är en skalbaggsart som först beskrevs av Bates 1873.  Acalolepta degener ingår i släktet Acalolepta och familjen långhorningar.
Artens utbredningsområde är Taiwan. Inga underarter finns listade i Catalogue of Life.